# أنو (سلسلة)
أنو (بالإنجليزية: Anno) هي سلسلة العاب من نوع إستراتيجية الوقت الحقيقي. تدعم اللعبة عناصر محاكاة الأعمال وبناء المدن والمستعمرات وإدارة الموارد فيها.

## الاصدارات

### سلسلة الرئيسية
| عنوان اللعبة            | عام  | ملاحظة                           |
| ----------------------- | ---- | -------------------------------- |
| أنو 1602                | 1998 | تم تسويقها بأسم 1602 A.D.        |
| أنو 1503                | 2003 | تم تسويقها بأسم 1503 A.D.:       |
| أنو 1701                | 2006 | تم تسويقها أيضا بأسم1701 A.D.    |
| أنو 1701:               | 2007 | حزمة                             |
| أنو 1404                | 2009 | تم تسويقها بأسمDawn of Discovery |
| أنو 1404: فنيسيا        | 2009 | حزمة                             |
| أنو 2070                | 2011 |                                  |
| أنو 2070: المحيط العميق | 2012 | حزمة                             |
| أنو 2205                | 2015 | أصدرت في 3 نوفمبر 2015           |

## روابط خارجية
- Anno Ubisoft website (US)
- Anno at موبي جيمز